# Взрывы в Тирасполе в 2006 году
В 2006 году в столице Приднестровской Молдавской Республики городе Тирасполе произошло два взрыва в общественном транспорте. Связей между ними обнаружено не было.

## Взрыв в маршрутном такси
6 июля 2006 года в 7 часов 5 минут произошёл взрыв бомбы в маршрутном такси, в результате чего погибли 8 человек и 26 получили ранения различной степени тяжести. Среди раненых было двое российских миротворцев. Взрыв произошёл в момент, когда маршрутное такси и находившийся рядом троллейбус остановились на красный свет на перекрёстке улиц Одесской и Чапаева. Различные ранения получили также люди, находившиеся в троллейбусе. Взрыв был такой мощности, что куски маршрутного такси разбросало в радиусе 100 метров. Через несколько дней после трагедии эксперты заявили, что взрыв не был террористическим актом — по их мнению, самодельное взрывное устройство предназначалось для других целей и взорвалось случайно.
24 октября 2006 года Тираспольский городской суд приговорил к 9 и 10 годам лишения свободы Александра и Сергея Варбасевичей, признанных виновными по делу о взрыве в маршрутном такси, сообщили РИА Новости в пресс-службе Верховного суда ПМР.
В 2013 году Следственным комитетом ПМР возобновлено расследование взрыва.

## Взрыв в троллейбусе
13 августа 2006 года в 13 часов 50 минут возле торгового центра «Причерноморье» произошёл взрыв бомбы в троллейбусе, следовавшем по маршруту № 2, в результате чего пострадало около 10 человек, из которых погибло двое: Алиса Кравцова в возрасте 6 лет и Виктор Евсюков в возрасте 69 лет. Гранаты сдетонировали на задней площадке троллейбуса, а их взрывная волна была направлена на заднее и лобовое стекла, что минимизировало площадь поражения.
19 марта 2007 Верховный суд ПМР признал виновным во взрыве троллейбуса гражданина Приднестровья Сергея Владимировича Капустина. Он был приговорён к 20 годам лишения свободы с отбыванием срока наказания в исправительной колонии строгого режима. Согласно судебному заключению, Капустин самостоятельно изготовил взрывное устройство из двух гранат Ф-1 и РГД-5 и отдельного запала. Он намеревался отомстить руководителям ООО «Рустас» — Шведову и Каске, которые понизили его с должности бригадира до рабочего, а он по состоянию здоровья не мог перейти на новую должность и был вынужден работать охранником на прежнем месте работы.
В день взрыва в троллейбусе, Капустин намеревался установить на входе в кабинет руководителей ООО «Рустас» «растяжку». Он уложил гранаты в картонную упаковку из-под шоколада, насыпал в неё крупу и перемотал колготками, чтобы избежать предварительного залпа. Со взрывным устройством Капустин приехал из Слободзеи в Тирасполь, но, сев в троллейбус № 2, понял, что ошибся маршрутом и решил выйти. Взяв в руки коробку, он услышал внутри щелчок, успел положить её на пол троллейбуса и отойти на несколько шагов. После этого и произошёл взрыв.
Связей со взрывом в маршрутном такси обнаружено не было.